# Integrizmus

## Vallási integrizmus
Az integrizmus vagy integralizmus a 19-20. század fordulóján a katolikus egyházon belül kialakult mozgalom, mely a hit integritása, épsége felett kívánt őrködni. A magán- és közélet minden kérdésére a hitből kívánt választ meríteni, a kultúra, a politika kérdéseit is az egyház közvetlen hatalma alá kívánta rendelni, a modern világhoz való alkalmazkodást mereven elutasította.
Az irányzat vezetője a pápai államtitkárság egyik prelátusa, Umberto Benigni volt, aki a Sodalitium Pianum vagy La Sapinière elnevezésű titkos, inkvizíciós jellegű szervezetet. Ennek célja a gyanúsnak látszó  egyháziak megfigyelése, megbüntetése volt. A mozgalom számos egyháziasan gondolkodó papot, püspököt, tudóst hurcolt meg, köztük Prohászka Ottokárt is. A modernizmus ellen folytatott harc érdekében X. Pius pápa támogatta Benigni működését, bár annak minden tevékenységéről nem volt tudomása. Benignit XV. Benedek pápa elbocsátotta, szervezetét feloszlatta.